# 경산 병영유적
경산 병영유적(慶山 兵營遺蹟)은 대한민국 경상북도 경산시 압량읍에 있는 삼국시대의 전적지이다. 1971년 4월 28일 대한민국의 사적 제218호로 지정되었다.

## 개요
유적은 서북쪽의 구릉지대에 높은 대를 쌓은 고대식 광장과 동남쪽에는 무덤처럼 흙을 쌓아올려 높은 대를 만든 토축 고대가 연결되어 있다. 고대식 광장은 거의 원형이며 평탄한 넓은 장소를 광장으로 하고있다. 광장은 병사들이 무술을 익히고 심신을 연마하던 장소로 보이며 토축 고대는 장군의 지휘장소로 보인다.
자연구릉상에 흙을 쌓아올려서 마치 성처럼 보이지만 성으로 보기에는 규모가 작으며, 윗면이 평탄한 광장으로 되어있는 것으로 보아 군사훈련장으로 보인다. 다만, 토성을 훈련장으로 이용하기 위해 고쳐 쌓았을 가능성도 있다.

## 명칭 변경
원래 이름은 '압량유적'였으나, 2011년 현재의 명칭으로 변경되었다.

## 참고 자료
- 경산 병영유적 - 국가유산청 국가유산포털